# 무서운 집
《무서운 집》은 2015년 공개된 대한민국의 영화이다.

## 출연
- 구윤희 - 아내 역
- 양병간 - 남편 역

## 수상
- 2016년 제3회 들꽃영화상 특별상